# Хайнс, Тиффани
Тиффани Хайнс (англ. Tiffany Hines, род. 2 сентября 1983) — американская телевизионная актриса.

## Жизнь и карьера
Хайнс родилась в Цинциннати, штат Огайо. Она училась в университете Цинциннати.
Хайнс известна по своим ролям в телесериалах Beyond the Break (2006—2009), «Кости» (2009—2012), «Никита» (2010—2011) и «90210: Новое поколение» (2011—2012). Она также появилась в эпизодах многих сериалов, таких как «Анатомия страсти», «Мыслить как преступник», «Герои» и «C.S.I.: Место преступления».
В 2012 году Хайнс получила постоянную роль в мыльном пилоте ABC «Американские реалии», где она исполняет роль подруги героини Эшли Грин. В 2014 году она взяла на себя второстепенную роль в мыле Lifetime «Коварные горничные».

## Избранная фильмография
| Год  |   | Русское название         | Оригинальное название      | Роль    |
| ---- | - | ------------------------ | -------------------------- | ------- |
| 2010 | с | 10 причин моей ненависти | 10 Things I Hate About You | Кейтлин |